# 今夜はブギー・バック
「今夜はブギー・バック」（こんやはブギーバック）は、日本のミュージシャンである小沢健二と、日本のラップユニットであるスチャダラパーによるコラボレーション楽曲。
1994年3月9日に東芝EMI/イーストワールドレーベルと、キューン・ソニーレコードから同時リリースされた。

## 解説
レコード会社の枠を超えたコラボレーション楽曲として、小沢健二がメインの"nice vocal"バージョンと、スチャダラパーがメインの"smooth rap"バージョンが2枚同時でリリースされ話題を呼んだ。このことから、コラボレーション作品のさきがけとして著名な作品となっている。なお、この2作の裏ジャケットを並べると、繋がって1つの写真になる。
本作の誕生はレコード会社側からいろんな人とコラボをしてほしいとスチャダラパーのメンバーが言われたことが発端であり、当時は音楽をやっている友人が少ない中で小沢はその1人であった。
もともと小沢もBOSEも同じマンション（通称:ブギーバックマンション）で暮らし行き来する仲であり、楽曲もお互いの部屋に行き来しながら制作された。なお、このコラボレーションについてスチャダラパーは、2018年のライブイベントにて「当初は冨好真にオファーしていた」と語っている。
50万枚を超える大ヒットにより、2組の名は一躍広く知れ渡り、後にリリースされた互いの作品もヒットとなった。数多くのミュージシャンによりカバーされ、ライブで演奏されたりリリースされた。
この曲のコード進行はアン・ヴォーグの「Give It up, Turn It Loose」と言われてきたが、twitter上でANIが否定した。また、2005年11月3日に放送されたラジオ番組『WANTED!』（TOKYO FM系列）において、ジャズミュージシャンである菊地成孔がこの件について言及していた。
バックトラックはナイス&スムースの「CAKE & EAT IT TOO」をサンプリングしており、各バージョン名もこれに由来している。

## シングル
- 今夜はブギー・バック (nice vocal) （東芝EMI、1994年3月9日、最高位15位）※「小沢健二 featuring スチャダラパー」名義。
- 今夜はブギー・バック (smooth rap) （キューン・ソニーレコード、1994年3月9日、最高位21位）※「スチャダラパー featuring 小沢健二」名義。

※1994年5月14日、両方のシングル全曲を収録したヴァイナル12インチ盤BOOGIE BACK～SPECIAL LIMITED VINYL EDITION～がファイルレコードから発売された。

### 今夜はブギー・バック (nice vocal)
「今夜はブギー・バック (nice vocal)」（こんやはブギーバック ナイスヴォーカル）は、日本のミュージシャンである小沢健二 featuring スチャダラパーのシングル。
1994年3月9日に東芝EMIのイーストワールドレーベルからリリースされた。
前作「暗闇から手を伸ばせ」以来3か月ぶりのリリースで、小沢健二としては3枚目のシングルとなる。
収録曲
全曲、作詞・作曲・編曲:小沢健二、光嶋誠、松本真介、松本洋介
1. 今夜はブギー・バック (nice vocal) BOOGIE BACK
池袋『P'PARCO』キャンペーンCMソング 当時のCMにも小沢本人が出演している。
フジテレビ系列『タモリのスーパーボキャブラ天国』テーマソング
2. 今夜はブギー・バック (meanwhile back at the party)
3. 今夜はブギー・バック （ヴォーカル用カラオケ）

### 今夜はブギー・バック (smooth rap)
「今夜はブギー・バック (smooth rap)」（こんやはブギーバック スムーズラップ）は、日本のミュージシャンであるスチャダラパー featuring 小沢健二のシングル。
1994年3月9日にキューン・ソニーレコードからリリースされた。
スチャダラパーとしては7枚目のシングルである。
収録曲
全曲、作詞・作曲・編曲:小沢健二、光嶋誠、松本真介、松本洋介
1. 今夜はブギー・バック (smooth rap) BOOGIE BACK
2. 今夜はブギー・バック (Live at BIG EGG?)
3. 今夜はブギー・バック (ラップ用カラオケ)

### 参加ミュージシャン・スタッフ
| 参加ミュージシャン - PRODUCED BY KENJI OZAWA, SDP [nice vocal] - PRODUCED BY SDP, KENJI OZAWA [smooth rap] - PERFORMED BY KENJI OZAWA featuring SDP [nice vocal] - *SDP by the courtesy of Ki/oon Sony Records - PERFORMED BY SDP featuring KENJI OZAWA [smooth rap] - *KENJI OZAWA by the courtesy of TOSHIBA EMI LIMITED - ADDITIONAL MUSICIAN - KEYBOARDS BY YASUHARU NAKANISHI [nice vocal] - KEYBOARDS BY YASUHARU NAKANISHI (SONG 1,3) [smooth rap] - RECORDED,MIXED & MANIPULATED BY YASUAKI "V" SHINDO (BRAIN POLICE) - ENGINEERING ASSISTED BY GENTA TAMAI (STUDIO JIVE) - RECORDED & MIXED AT STUDIO JIVE - #EXCEPT "SONG 2" [smooth rap] - RECORDED & MIXED BY YASUO MATSUMOTO (SONY MUSIC SHINANOMACHI STUDIO) - ENGINEERING ASSISTED BY MITSUHIRO INDOH - RECORDED & MIXED AT SONY MUSIC SHINANOMACHI STUDIO - MASTERED BY MASAO NAKAZATO (ONKIO HAUS) [nice vocal] - MASTERED BY MITSUKAZU TANAKA (SONY MUSIC SHINANOMACHI STUDIO) [smooth rap] - MASTERED AT SONY MUSIC SHINANOMACHI STUDIO [smooth rap] - REMASTERED FOR ANALOG PLAY BY MITSUKAZU TANAKA (SONY MUSIC SHINANOMACHI STUDIO) [SPECIAL LIMITED VINYL EDITION] | スタッフ - DIRECTED BY SATOSHI HIROSE (TOSHIBA EMI) [nice vocal] - DIRECTED BY TERUMASA YABUSHITA (KI/OON SONY RECORDS) [smooth rap] - SUPERVISED BY SOMI HONGO (SCHOOL PRODUCTIONS) [smooth rap] - ARTIST MANAGEMENT:MAKI MATSUMOTO (SCHOOL PRODUCTIONS) [smooth rap] - EXECTIVE PRODUCER:SHIGEO MARUYAMA (KI/OON SONY RECORDS) [smooth rap] - VISUAL STAFF: - PHOTOGRAPHED BY KENJI MIURA - STYLIST: - YUKIKO KO - TAKAO SAKAYORI - COSTUME SUPPORTED BY - G・O・D - MADE IN WORLD - TAC CORP. - DETENTE - type - HAIR & MAKE UP:YAYOI - SET BY GUILD - VISUAL PLANNING AND COORDINATION:WOODY KAWAKATSU (DO THE MONKEY) - ART DIRECTION AND DESIGN:MIKE SMITH (DO THE MONKEY) |

## バージョン
今夜はブギー・バック (meanwhile back at the party)
"nice vocal"のカップリングとして収録。「今夜はブギー・バック」のバックトラックに歓声やスチャダラパーによるラップが部分的に乗せられた音源。
今夜はブギー・バック (Live at BIG EGG?)
"smooth rap"のカップリング。ラップ部分のみを擬似ライヴに仕立てたミックス。
今夜はブギー・バック ("DISCO TO GO LIVE") featuring スチャダラパー
小沢健二のシングル『ラブリー』収録。小沢のライブにスチャがゲスト出演した際、収録されたもの。
今夜はブギー・バック (smooth rap) Remixed by 小山田圭吾
スチャダラパーのリミックスアルバム『サイクル・ヒッツ 〜リミックス・ベスト・コレクション〜』収録。リミックスを手がけた小山田圭吾が小沢健二のパートを歌っている。
今夜はブギー・バック (smooth rap) Remixed by 高木完、K.U.D.O.
『サイクル・ヒッツ 〜リミックス・ベスト・コレクション〜』収録。

## カバー
| アーティスト                                         | 収録                                                                  | 備考 |
| ---------------------------------------------------- | --------------------------------------------------------------------- | --- |
| チャッカマンズ                                       | Al『チャッカマンズゴーゴー』                                          | パンク風にアレンジされている。 |
| HOMOz                                                | CD-R 『メガトンライフ』                                               | |
| サンドイッチで120分？                                | CD-R 『少年ディスコ』                                                 | タイトル「今夜はブギーバック (レタスRemix)」 |
| Anny's Ltd                                           | 無料配布CD                                                            | |
| 小沢健二                                             | Al『Eclectic』                                                        | 「今夜はブギー・バック/あの大きな心」として、アレンジを大幅に変更されたセルフカバー。 ラップパートはカット。歌詞は部分変更されており、新たな歌詞とメロディも加えられている。 |
| 竹中直人& ワタナベイビー                             | Sg『今夜はブギー・バック』                                            | 竹中直人主演映画『男はソレを我慢できない』テーマ曲。 「smooth rap」のカバーで、プロデュースはスチャダラパー。 |
| KREVA                                                | Sg『Have a nice day』                                                 | 1番Aメロの歌詞は「今夜はブギーバック/あの大きな心」仕様。 ラップ・パートはカット。 |
| THE HELLO WORKS Feat. ハナレグミ                     | Al『PAYDAY』                                                          | ゲストボーカルのハナレグミとスチャダラパーによるセルフカバー。 |
| Dell Feat. Clock                                     | Ag『今夜はブギーバック』                                              | アナログ盤のみのリリース。 |
| Ricco                                                | Al『In The Silence』                                                  | オムニバスカバーアルバム。 |
| RYOCO                                                | Al『Proposal of Healing』                                             | R&B風にアレンジされている。 |
| noelle                                               | Al『LOVE ELECTR O2』                                                  | TOKYO No.1 SOUL SETバージョンが主軸としたテクノアレンジ。 |
| ROTTENGRAFFTY                                        | Al『You are ROTTENGRAFFTY』                                           | iTunes配信限定リリースから、後日ベストアルバムに収録された。 |
| 加藤ミリヤ feat. 清水翔太&SHUN                       | Al『TRUE LOVERS』                                                     | 「nice vocal」バージョン |
| 清水翔太 feat. 加藤ミリヤ&SHUN                       | Al『MELODY』                                                          | 「smooth rap」バージョン |
| 中野テルヲ                                           | Al『Teruo Nakano 1996-2016』                                          | |
| DJ PMX feat. HI-D&GIPPER&cak73                       | AI『THE ORIGINAL III』                                                | ディスコ・ミュージックの様なアレンジの "nice vocal" のバージョンが収録されている。 |
| どついたるねん                                       | CD-R 『ドツノポリスBEST』 『裏ドツノポリスBEST』                      | それぞれに違うバージョンが収録されている。 |
| FEMM                                                 | Al 『80s／90s J-POP REVIVAL』                                         | |
| n/                                                   | 配信『Best Practice 1 -Cover Songs Selection-』                       | |
| 酒村ゆっけ、                                         | 配信シングル                                                          | 『今夜はブギー・バック covered by 酒村ゆっけ、』 |
| 初音ミク                                             | 『渋谷系 feat. 初音ミク』                                             | |
| 架乃ゆら                                             |                                                                       | Youtube「のぞき見ちゃんねる」にてオマージュカバー。 |
| 宇多田ヒカル                                         |                                                                       | 1999年ライブ「Luv Live」においてカバー。大阪ではSessyo（RIZEのJESSEと金子ノブアキ） 東京ではスチャダラパーと披露している。 |
| 櫻井翔                                               |                                                                       | 2002年ライブにおいてカバー。その模様はVHS/DVD「ALL or NOTHING」に収録。 |
| AmamiyaMaako                                         |                                                                       | ライブにおいてカバー。 |
| フジファブリック、SPARTA LOCALS、 アナログフィッシュ |                                                                       | 2005年11月23日、対バンライブ「GO FOR THE SUN」にてアンコールセッション披露。 |
| Base Ball Bear、シュノーケル、 チャットモンチー      |                                                                       | 2006年8月22日、対バンライブ「若若男女サマーツアー '06」にてアンコールセッション披露。 |
| 相対性理論                                           |                                                                       | 2010年7月16日、スチャダラパーとの対バンライブにて、セッション披露。 |
|                                                      |                                                                       | BEAMSが創業40周年 |
| tofubeats                                            | 「水星と今夜はブギーバック」                                          | 2022年2月4日、サントリーチューハイ「ほろよい」のCM企画で制作。 tofubeatsの「水星 feat. オノマトペ大臣」と組み合わせてアレンジ。 アニメーションではイラストレーターのHAIがイラスト、歌唱をkZmと佐藤千亜妃が担当し、 実写バージョンでは古川琴音が出演し、歌唱を池田智子とTENDREが担当した。 |
| 片寄涼太                                             | Sg「tenkiame / 今夜はブギー・バック feat. eill / prod. Shin Sakiura」 | 2024年8月21日発売。フィーチャリングゲストとしてeillが参加。 |

### TOKYO No.1 SOUL SET + HALCALI のカバー・シングル
「今夜はブギー・バック」（こんやはブギー・バック）は、TOKYO No.1 SOUL SET + HALCALIのシングル。
1994年に小沢健二とスチャダラパーによるコラボレーション楽曲「今夜はブギーバック」のリミックスバージョンで、2009年6月22日から日産自動車「キューブ」のテレビCMソングとして使用された。
当初は楽曲リリースの予定がなかったが、オンエアしてから多くの問い合わせが殺到し、リクエストの声に応え、同年8月5日から着うたで配信開始。レコチョクの着うたデイリーチャートで初登場3位を獲得、高い注目を集めたことから、CDでの発売が決定した。また、CDジャケットはCM映像と同じで、赤塚不二夫のキャラクターが登場している。
オリコン初登場10位を獲得。TOKYO No.1 SOUL SETにとって自身初のオリコントップ10入りを果たしたが、HALCALIはアルバム『ハルカリベーコン』以来のトップ10入りとなった。。
収録曲
1. 今夜はブギー・バック／TOKYO No.1 SOUL SET + HALCALI
日産自動車「キューブ」CMソング。
2. Rising Sun（Single Mix）／TOKYO No.1 SOUL SET
3. Innocent Love 2009／TOKYO No.1 SOUL SET
以上2曲はいずれもTOKYO No.1 SOUL SETの楽曲で、「Rising…」は同年3月にリリースされたアルバム『BEYOND THE WORLD』からのシングルカット、「Innocent…」は2007年12月にデジタルシングルでリリースされた楽曲の新バージョンである。
4. 今夜はブギー・バック（Karaoke）／TOKYO No.1 SOUL SET + HALCALI

## その他
- 1995年3月1日、アンサーソングとしてECDが「DO THE BOOGIE BACK」をリリース。
- 同年6月21日、宇多田ヒカルが『HEY!HEY!HEY! MUSIC CHAMP』初登場時のライブでも披露した（後日スペシャルで未公開シーンとしてオンエア）。
- 2001年5月21日、SMAPが同日に放送された『SMAP×SMAP』のコーナーの1つで披露。
- 2005年、TERIYAKI BOYZが『今夜はバギーパンツ』で歌詞の一部を使用。NIGOは親友のスチャダラパーに「すいません、使っちゃいました。」と話し「使用料もらえるの？（笑）」と返された。
- 2006年10月5日、『うたばん十周年SP』で稲垣吾郎と木村拓哉が披露。
- 2006年11月13日、DAX Live!!でトンガリキッズのニポポがスチャダラパー本人の前でカラオケを披露。
- 2007年3月16日、AP BANG! 東京環境会議にてスチャダラパー、KREVAのドッキングで披露。
- 2007年4月28日、ARABAKI ROCK FESTIVAL 2007にてハナレグミが、ゲストにスチャダラパーを迎えてセッション披露。
- 2007年8月17日、RISING SUN ROCK FESTIVAL 2007にてハナレグミが、ゲストにスチャダラパーを迎えてセッション披露。
- 2007年10月16日 - 10月17日、ハナレグミのワンマンライブにて、ゲストにスチャダラパーが飛び入り参加し、RISING SUN ROCK FESTIVAL 2007と同様にセッションを披露。
- 2014年10月29日-30日・11月7日-8日、Zepp Namba・Zepp Nagoya・Zepp Tokyoで行われた、電気グルーヴ25周年記念ツアー｢塗糞祭｣で、ゲストとしてスチャダラパーが参加、この曲を電気グルーヴと共に披露している。小沢健二のパートは基本的には石野卓球が担当したが、｢心変わりの相手は僕に決めなよ〜｣のパートはagraph(牛尾憲輔)が担当した。
- 2016年5月30日、スチャダラパーが『SMAP×SMAP』にゲスト出演。SMAPとともに披露[12]。
- 2016年10月21日、BEAMSが創業40周年を記念してファッションと音楽の歴史をまとめたMV「今夜はブギーバック|TOKYO CULTURE STORY 今夜はブギー・バック（smooth rap）」を公開。南佳孝、戸川純、森高千里、野宮真貴をはじめとする70年代から2016年までを代表する様々なジャンルのアーティスト15組が参加し、池松壮亮、小松菜奈ら総勢82名の俳優やモデルとともにMVに登場した[13]。